# Лапака-Садек
Лапака-Садек (перс. لپاقاصدق) — село в Ірані, у дегестані Лісар, у бахші Карґан-Руд, шагрестані Талеш остану Ґілян. За даними перепису 2006 року, його населення становило 193 особи, що проживали у складі 52 сімей.

## Клімат
Середня річна температура становить 13,34 °C, середня максимальна – 27,32 °C, а середня мінімальна – -0,62 °C. Середня річна кількість опадів – 749 мм.
| Клімат поселення                              | Клімат поселення | Клімат поселення | Клімат поселення | Клімат поселення | Клімат поселення | Клімат поселення | Клімат поселення | Клімат поселення | Клімат поселення | Клімат поселення | Клімат поселення | Клімат поселення | Клімат поселення |
| Показник                                      | Січ.             | Лют.             | Бер.             | Квіт.            | Трав.            | Черв.            | Лип.             | Серп.            | Вер.             | Жовт.            | Лист.            | Груд.            |                  |
| Середній максимум, °C                         | 10,58            | 10,14            | 11,91            | 16,24            | 20,27            | 25,26            | 27,32            | 27,01            | 22,29            | 19,48            | 14,87            | 11,28            |                  |
| Середня температура, °C                       | 5,20             | 4,76             | 6,54             | 10,86            | 14,89            | 19,87            | 23,26            | 22,95            | 18,23            | 15,44            | 10,82            | 7,23             |                  |
| Середній мінімум, °C                          | −0,2             | −0,62            | 1,17             | 5,48             | 9,51             | 14,49            | 19,22            | 18,91            | 14,18            | 11,39            | 6,77             | 3,18             |                  |
| Норма опадів, мм                              | 63               | 58               | 67               | 57               | 46               | 28               | 13               | 33               | 83               | 128              | 89               | 84               |                  |
| Середньомісячна швидкість вітру, м/с          | 2.26             | 2.43             | 2.42             | 2.43             | 2.30             | 2.35             | 2.66             | 2.36             | 2.07             | 2.00             | 2.10             | 2.08             |                  |
| Середньомісячна сонячна радіація, кДж/м²·день | 6795             | 9175             | 11331            | 15762            | 19716            | 22392            | 23459            | 19830            | 16013            | 10872            | 8321             | 6424             |                  |
| --------------------------------------------- | ---------------- | ---------------- | ---------------- | ---------------- | ---------------- | ---------------- | ---------------- | ---------------- | ---------------- | ---------------- | ---------------- | ---------------- | ---------------- |
| Джерело:                                      |                  |                  |                  |                  |                  |                  |                  |                  |                  |                  |                  |                  |                  |